# Trentepohlia mesonotalis
Trentepohlia mesonotalis är en tvåvingeart som beskrevs av Alexander 1949. Trentepohlia mesonotalis ingår i släktet Trentepohlia och familjen småharkrankar. Inga underarter finns listade i Catalogue of Life.